# Tuškani
Tuškani is een plaats in de gemeente Karlovac in de Kroatische provincie Karlovac. De plaats telt 228 inwoners (2001).